# TEX11
Le TEX11 (pour «  testis expressed gene 11 ») est une protéine dont le gène est situé sur le chromosome X humain.

## Rôles
Il intervient dans la méiose.

## En médecine
La mutation du gène est responsable d'une stérilité par azoospermie.